# Akdeğirmen, Sinanpaşa
Akdeğirmen là một xã thuộc huyện Sinanpaşa, tỉnh Afyonkarahisar, Thổ Nhĩ Kỳ. Dân số thời điểm năm 2011 là 120 người.